# Melanoblossiidae
Famille
Les Melanoblossiidae sont une famille de solifuges.
Cette famille comprend six genres et près de 20 espèces.

## Distribution
Les espèces de cette famille se rencontrent en Afrique australe et en Asie du Sud-Est.

## Liste des genres
Selon Solifuges of the World (version 1.0) :
- Dinorhaxinae Roewer, 1933
  - Dinorhax Simon, 1879
- Melanoblossiinae Roewer, 1933
  - Daesiella Hewitt, 1934
  - Lawrencega Roewer, 1933
  - Melanoblossia Purcell, 1903
  - Microblossia Roewer, 1941
  - Unguiblossia Roewer, 1941

## Publication originale
- Roewer, 1933 : Solifuga, Palpigrada. Dr. H.G. Bronn's Klassen und Ordnungen des Thier-Reichs, wissenschaftlich dargestellt in Wort und Bild. Akademische Verlagsgesellschaft M. B. H., Leipzig. Fünfter Band: Arthropoda; IV. Abeitlung: Arachnoidea und kleinere ihnen nahegestellte Arthropodengruppen, vol. 2/3, p. 161–480 (texte intégral).